# Namco System 12
O Namco System 12 é uma placa de sistema Arcade lançada no final de 1996 pela  empresa japonesa Namco conhecida pelo desenvolvimento de videojogos. Em Hardware, é uma atualização da placa System 11, que é baseada no Sony Playstation, o Microprocessador MIPS R3000A é 50% mais rápido, e o processador de áudio C76 foi trocado pelo Hitachi H8/3002. Assim como a System 11, a System 12 se utilizou de chips ROM baseados em SMT, o que significava que cada placa era única para cada jogo.

## Especificações
- CPU: Processador RISC MIPS de 32 bits R3000A, operando a 50.8032 MHz, Performance operacional - 45 MIPS, Cache de instruções - 4 KiB
- Barramento: 132 MB/s.
- OS ROM: 512 kibibytes
- Processador de áudio: Hitachi H8/3002, operando a 16.73735 MHz
- Chip de áudio adicional: Namco C352 sample playback
- Memória Principal: 2 megabytes
- Vídeo VRAM: 2 megabytes
- Memória de som: 512 kilobytes
- Processador Gráfico: 360.000 polígonos/s, sprite/desenho de background, framebuffer ajustável, sem restrições de linha, sprites com rotação e escala individual, cenários de fundo simultâneos
- Efeitos de Sprites: Rotação, aumento/redução de escala, distorção, transparência, esmaecimento, prioridade, rolagem de linhas horizontal e vertical
- Resolução: 256x224 - 640x480
- Cores: 16,7 milhões de cores, CLUTs (Color Look-Up Tables) ilimitados
- Outros: motor de geometria customizado, motor de polígonos customizado, decoder MJPEG

## Lista de jogos System 12
- Ehrgeiz (1997)
- Libero Grande (1997)
- Shin Nihon Pro Wrestling Toukon Retsuden 3 (1997)
- Tekken 3 (1997)
- Derby Quiz My Dream Horse (1998)
- Fighting Layer (1998)
- Paca Paca Passion (1998)
- Soul Calibur (1998)
- Super World Stadium '98 (1998)
- Techno Drive (1998)
- Tenkomori Shooting (1998)
- Aerosmith: Quest For Fame (1999)
- Aqua Rush (1999)
- Golgo 13 (1999)
- Kaiun Quiz (1999)
- Mr Driller (1999)
- Oh! Bakyuuun / Ghoul Panic (1999)
- Paca Paca Passion Special (1999)
- Paca Paca Passion 2 (1999)
- Point Blank 2 / Gunbarl (1999)
- Super World Stadium '99 (1999)
- Tekken Tag Tournament (1999)
- TeknoWerk (1999)
- Um Jammer Lammy (1999)
- Golgo 13 - Kiseki no Dandou (2000)
- Kart Duel (2000)
- Super World Stadium 2000 (2000)
- Truck Kyosokyoku (2000)
- Golgo 13 - Juusei no Chinkonka (2001)
- Super World Stadium 2001 (2001)